# Бранко Наумоски
Бранко Наумоски (на македонска литературна норма: Бранко Наумоски) е юрист и политик от Социалистическа република Македония и Република Македония.

## Биография
Бранко Наумоски е роден в 1951 година в кичевското село Букойчани, тогава във Федеративна народна република Югославия. Дипломира се в Юридическия факултет на Скопския университет през 1975 година. Започва работа в Основната прокуратура в Скопие. След полагане на правосъден изпит в 1977 година до 1980 година е специализиран сътрудник в същата прокуратура.
В 1980 година от Събранието на общините в Скопие е избран за заместник на основния обществен обвинител в Скопие, на който пост остава до 1987 година. От 1987 до 1995 година е заместник-министър на правосъдието. В 1995 година правителство на Бранко Цървенковски го назначава за дирекотр на Държавния административен инспекторат към Министерството на правосъдието. На 3 юли 1997 година Събранието на Република Македония го избира за пръв народен правобранител (омбудсман) на страната. На 6 декември 2004 година е избран за конституционен съдия, а от 2010 до 2013 година е председател на Конституционния съд.